# Placówka Straży Celnej „Kocina”

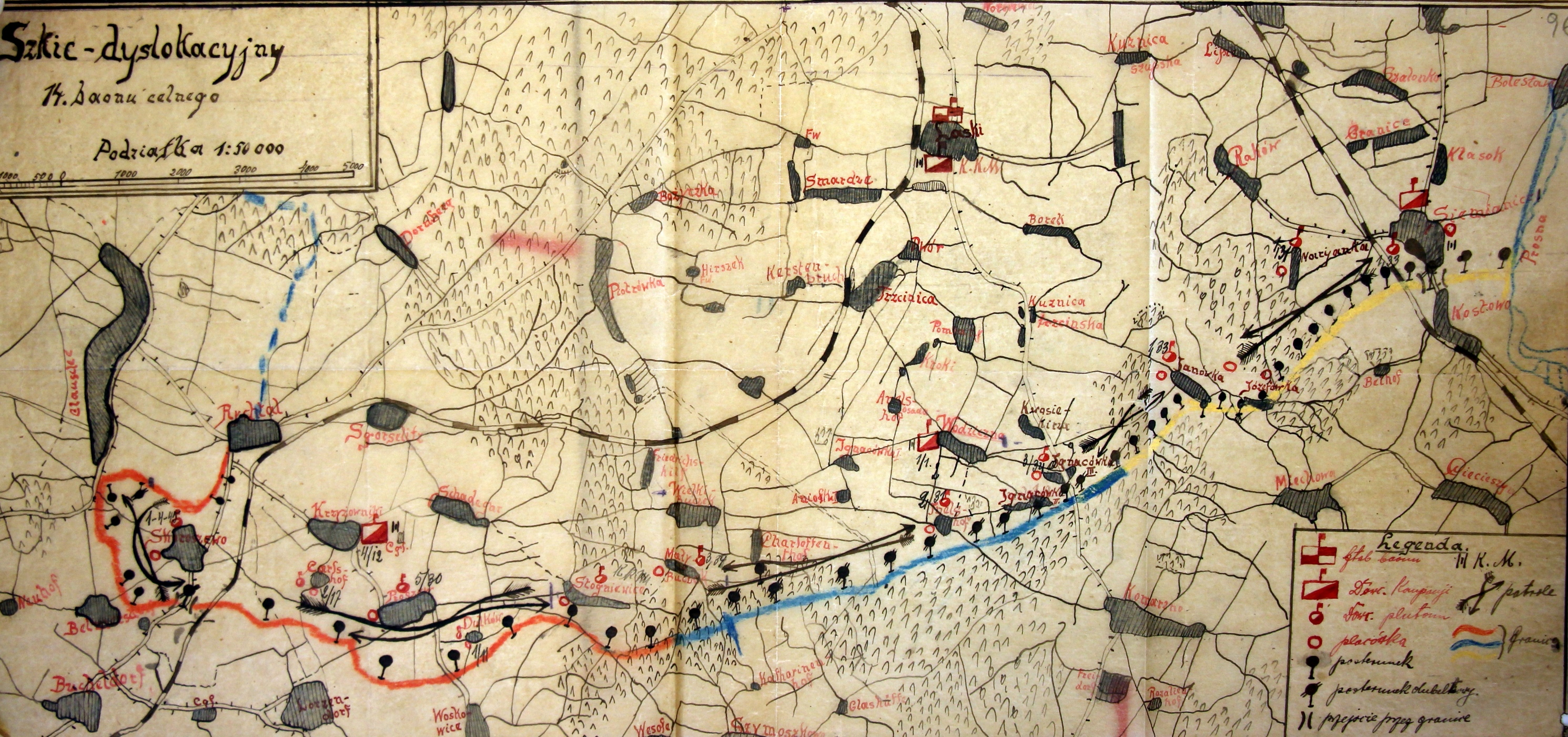
Rozmieszczenie 14 batalionu celnego

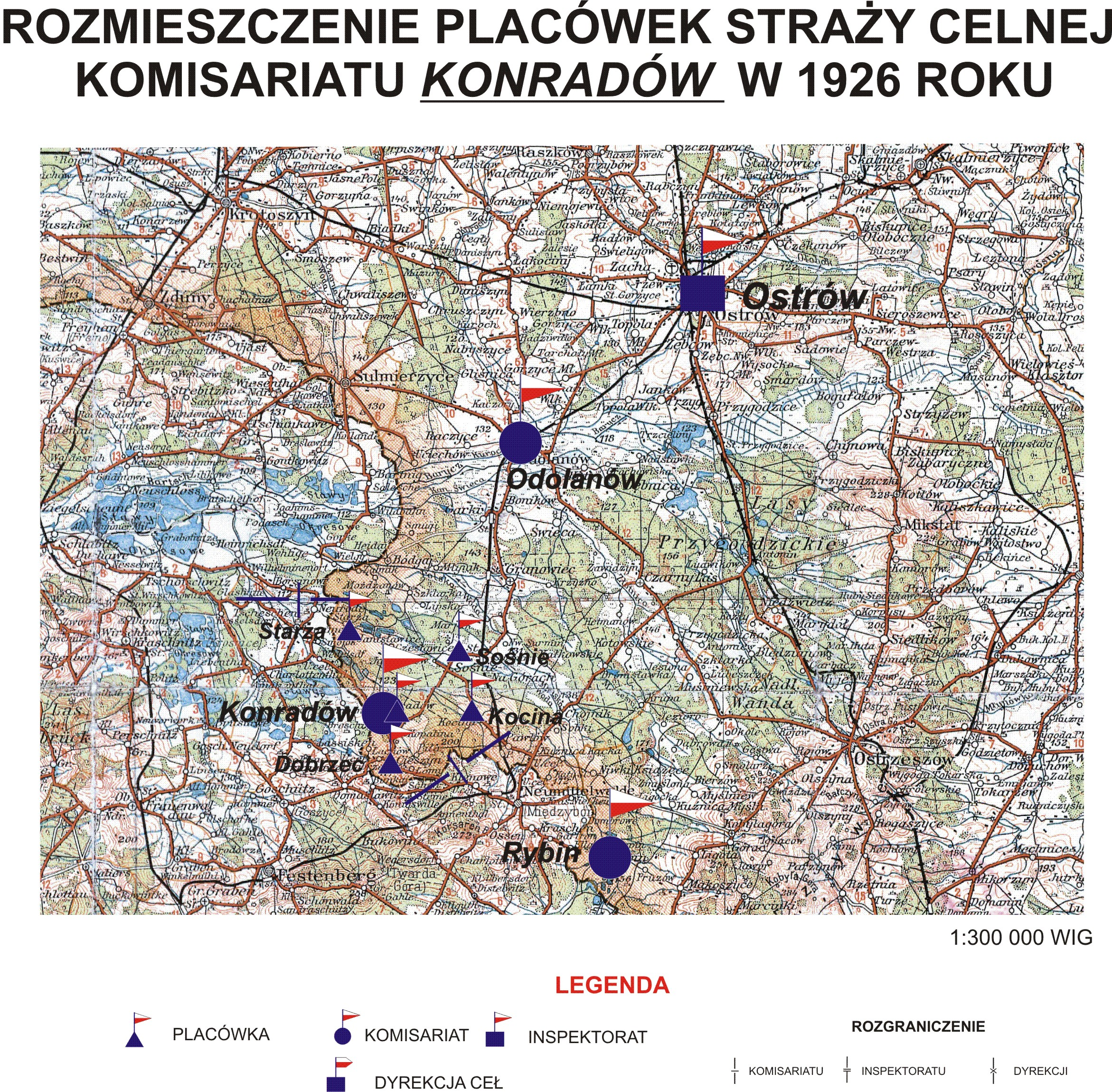
Rozmieszczenie placówek Straży Celnej Komisariatu Konradów

Placówka Straży Celnej „Kocina” – jednostka organizacyjna Straży Celnej pełniąca w okresie międzywojennym służbę ochronną na granicy polsko-niemieckiej.

## Formowanie i zmiany organizacyjne
Na wniosek Ministerstwa Skarbu, uchwałą z 10 marca 1920 roku, powołano do życia Straż Celną. Od połowy 1921 roku jednostki Straży Celnej rozpoczęły przejmowanie odcinków granicy od pododdziałów Batalionów Celnych. W 1921 roku w Konradowie, a potem w Cieszynie stacjonował sztab 2 kompanii 14 batalionu celnego. Kompania wystawiała między innymi placówkę w Kocinie. Proces tworzenia Straży Celnej trwał do końca 1922 roku. Placówka Straży Celnej „Kocina” weszła w podporządkowanie komisariatu Straży Celnej „Konradów” z Inspektoratu SC „Ostrów”.
W drugiej połowie 1927 roku przystąpiono do gruntownej reorganizacji Straży Celnej. W praktyce skutkowało to rozwiązaniem tej formacji granicznej. Ochronę północnej, zachodniej i południowej granicy państwa przejęła powołana z dniem 2 kwietnia 1928 roku Straż Graniczna. W strukturach nowo powstałej formacji placówki „Kocina” nie odtworzono.

## Funkcjonariusze placówki
Kierownicy placówki
| stopień    | imię i nazwisko, numer     | okres pełnienia służby | kolejne stanowisko |
| ---------- | -------------------------- | ---------------------- | ------------------ |
| przodownik | Bronisław Konieczko (1485) | był w 1926             |                    |

Obsada personalna placówki w 1926:
- przodownik Bronisław Konieczko (1485)
- starszy strażnik Ludwik Janicki (1084)
- strażnik Józef Witek (1009)
- strażnik Władysław Niemier (379)
- strażnik Józef Szymanderski (594)